# Batalla de Aculco
La batalla de Aculco fue un enfrentamiento militar, ocurrido el 7 de noviembre de 1810 en una loma inmediata al poblado de Aculco, perteneciente a la intendencia de México y ubicado en el actual Estado de México. Fue una de las batallas de la Guerra de Independencia de México, y se llevó a cabo luego de que Miguel Hidalgo había decidido retirar sus tropas tras el triunfo obtenido en la batalla del Monte de las Cruces, el 30 de octubre de ese año.

## Desarrollo
El 1 de noviembre, Mariano Jiménez y Mariano Abasolo se entrevistaron con el virrey Francisco Xavier Venegas, quien se negó a rendir la capital de la Nueva España a los insurrectos. Esta decisión, sumada a la falta de víveres, la escasez de armamentos, y la cercanía de las tropas realistas comandadas por Félix María Calleja del Rey y Manuel de Flon, conde de la Cadena, condujo a que el ejército insurgente decidiera retirarse de la zona y marchar hacia el occidente novohispano. El brigadier Calleja, que había movilizado sus tropas desde San Luis Potosí, alcanzó en Aculco a los insurgentes el 6 de noviembre de 1810. 
El 6 de noviembre, Calleja llega a Arroyo Zarco donde recibe estupefacto la noticia de que Hidalgo y Allende se encuentran cerca con multitud de gente indisciplinada, sin armas y en informales grupos que parodian regimientos, ocupando Aculco.
El Ejército Insurgente, desmoralizado por la errónea orden de Hidalgo de no tomar Ciudad de México, contaba tan solo con cuarenta mil hombres mal armados e indisciplinados, de los cuales aproximadamente eran cuatro mil regulares de los cuerpos insurrectos y el resto milicianos. Calleja, por su parte, contaba con una fuerza que ascendía a dos mil infantes, siete mil caballos y doce piezas de artillería.
La mañana del 7 de noviembre, las fuerzas realistas se enfrentaron al ejército insurgente que, tras recibir un nutrido fuego de artillería, huyó del lugar.
El saldo de la breve batalla fue devastador para los insurrectos, pues se perdieron ocho cañones, once cajas de pólvora, cuarenta botes de metralla, cincuenta balas de hierro, diez racimos de metralla, trescientos fusiles, dos banderas, un carro con víveres, mil trescientas reses, mil seiscientos carneros, doscientos caballos, varios carros con heridos que luego fueron ejecutados, dieciséis carruajes para jefes principales y lo que es peor, doscientos muertos y heridos y seiscientos prisioneros. Veintiséis soldados de los regimientos provinciales apresados por Calleja fueron quintados y fusilados por Calleja aquellos quienes sacaron el siniestro número. Además, los realistas pudieron recuperar a Raúl Merino y García Conde, prisioneros de los insurgentes y que al momento de verse la batalla pérdida fueron liberados.